# Harry W. Hill
Pour les articles homonymes, voir Hill.
Harry Wilbur Hill (7 avril 1890 – 19 juillet 1971) est un amiral de la marine américaine pendant la Seconde Guerre mondiale.

## Biographie
Hill est né à Oakland, en Californie, le 7 avril 1890. Entré à l'Académie navale d'Annapolis en 1907, il est diplômé en juin 1911.
Après son diplôme, il rejoint la flotte du Pacifique et sert successivement sur le croiseur cuirassé Maryland, le torpilleur Iris, le destroyer Perry et en tant qu’officier mécanicien du croiseur protégé Albany.
À partir de janvier 1917, il sert sur le cuirassé Texas qui opère dans la 9e division de cuirassés de la Grand Fleet britannique pendant la Première Guerre mondiale. Il rejoint en septembre 1918 le cuirassé Wyoming, dans lequel il fut témoin de la reddition de la Hochseeflotte à la fin des hostilités.
Le 23 novembre 1918, il opère en tant que navigateur sur le cuirassé Arkansas et occupe ce poste jusqu'en janvier 1919, date à laquelle il est nommé assistant et lieutenant de pavillon de la 7e division de commandement de l'Atlantic Fleet. En juillet de la même année, il est muté à un poste similaire au sein de l'état-major de la 6e division de commandement de la Pacific Fleet. Après avoir passé deux mois à l'Académie navale, il devient en novembre 1919 assistant du chef des opérations navales, poste qu'il occupe jusqu'en mars 1923.
Il participe à l’armement du Concord au chantier William Cramp & Sons à Philadelphie, rejoignant l'équipage en tant qu’officier de tireur lors de sa mise en service le 23 novembre 1923. Il sert pendant trois mois à compter de juin 1925 en tant qu’aide du commandant en chef de la flotte américaine, puis en tant qu’officier de tireur du croiseur léger Memphis. En juin 1926-1928, il est affecté à la caserne de réception, à Hampton Roads, en Virginie, avant d'opérer en tant qu'officier supérieur du régiment d'artillerie sur le Maryland de juillet 1928 à mai 1931. Il fut à bord de ce cuirassé lorsqu'en 1929 il remporta le trophée de l'artillerie et reçut une lettre de félicitations du secrétaire de la marine.
De retour aux États-Unis, il est officier de bataillon au sein du département exécutif de l’Académie navale. De juin 1933 à 1934, il sert comme officier de tir au sein de l’état-major du commandant de la Battle Force, flotte américaine dans le Pacifique. Basé à Bath Iron Works, le commandant Hill est chargé de l'armement du Dewey, qu'il commande dès sa mise en service, du 4 octobre 1934 au 17 juin 1935. Il fut de nouveau affecté au bureau du chef des opérations navales et, en mai 1938, suivit un cours de perfectionnement au Naval War College.
Entre juin 1938 et février 1940, il est l'officier chargé des plans de guerre au sein du personnel du commandant en chef de la flotte américaine. Il effectua ensuite une troisième période de service au bureau du chef des opérations de la marine, où il fut rattaché à la division des plans de guerre jusqu'en janvier 1942.
Désirant de rejoindre la mer, Hill prend le commandement du croiseur lourd Wichita, qui opère pendant plusieurs mois en convoi avec la Home Fleet britannique jusqu'au port de Mourmansk, dans le nord de la Russie.
Détaché du commandement du Wichita le 28 septembre 1942, il est nommé commandant de la 4e division de cuirassés, dont l'USS Maryland est son navire amiral. Il servit une année dans le Pacifique Sud, étant également commandant d'une force opérationnelle qui fut la première composée de cuirassés et de porte-avions d'escorte.
En septembre 1943, il devient commandant du 2e groupe amphibie de la 5e force amphibie, et participe à ce titre à la capture de Tarawa, puis à des opérations contre les îles Gilberts, Marshall, Mariannes, Iwo Jima et Okinawa. Il releva le commandant de la cinquième force amphibie à Okinawa en avril 1945 et commanda les opérations amphibies et de soutien de cette force, à partir du 17 mai, jusqu'à la sécurisation de l'île, le 22 juin 1945.
À la fin de la guerre en août 1945, il commande la force amphibie qui débarque la sixième armée dans le sud-ouest du Japon en vue de l'occupation du territoire. Le 1er novembre 1945, il sert comme commandant du Army-Navy Staff College et, en juin 1946, le vice-amiral Hill est nommé commandant du National War College, le plus haut établissement d'enseignement des forces armées et du département d'État. En septembre 1949, il devient président du General Board du département de la Marine, puis, le 28 avril 1950, superintendents de l'Académie navale d'Annapolis et commandant du commandement naval du fleuve Severn. Il prit sa retraite le 1er mai 1952 et quitta ses fonctions en août 1952.
L'amiral Hill reprit le service du 21 octobre 1952 au 21 mai 1954 en tant que gouverneur du Philadelphia Naval Asylum (en), à Philadelphie. Il décéda à Annapolis (Maryland) le 19 juillet 1971.

## Hommages
En 1978, le destroyer USS Harry W. Hill (DD-986) est nommé en son honneur.